# Tomáš Harant
Tomáš Harant (* 28. dubna 1980 v Žilině) je bývalý slovenský hokejový obránce.

## Prvenství
- Debut v ČHL - 8. října 2000 (HC Oceláři Třinec proti HC Vítkovice)
- První asistence v ČHL - 1. prosince 2000 (HC Excalibur Znojemští Orli proti HC Oceláři Třinec)
- První gól v ČHL - 5. prosince 2000 (HC Oceláři Třinec proti HC Femax Havířov, brankáři Pavlu Maláčovi)

## Klubová statistika
| Sezóna       | Klub                    | Soutěž                 |                        | Základní část          | Základní část          | Základní část          | Základní část          | Základní část          |                        | Play off               | Play off               | Play off               | Play off               | Play off               |
| Sezóna       | Klub                    | Soutěž                 | Z                      | G                      | A                      | B                      | TM                     | Z                      | G                      | A                      | B                      | TM                     |                        |                        |
| 1995-96      | HK ŠKP Žilina 18        | SHL-18                 | 46                     | 3                      | 9                      | 12                     | 142                    | —                      | —                      | —                      | —                      | —                      |                        |                        |
| 1996-97      | HK ŠKP Žilina 18        | SHL-18                 | 44                     | 1                      | 4                      | 5                      | 18                     | —                      | —                      | —                      | —                      | —                      |                        |                        |
| 1997-98      | HK ŠKP Žilina 20        | SHL-20                 | 41                     | 5                      | 7                      | 12                     | 72                     | —                      | —                      | —                      | —                      | —                      |                        |                        |
| 1997-98      | HK ŠKP Žilina           | 1.SHL                  | 5                      | 0                      | 0                      | 0                      | 0                      | —                      | —                      | —                      | —                      | —                      |                        |                        |
| 1998-99      | HK ŠKP Žilina 20        | SHL-20                 | 33                     | 1                      | 6                      | 7                      | 108                    | —                      | —                      | —                      | —                      | —                      |                        |                        |
| 1999-00      | ŠKP PCHZ Žilina 20      | SHL-20                 | 31                     | 1                      | 9                      | 10                     | 60                     | —                      | —                      | —                      | —                      | —                      |                        |                        |
| 1999-00      | ŠKP PCHZ Žilina         | 1.SHL                  | 27                     | 0                      | 3                      | 3                      | 34                     | —                      | —                      | —                      | —                      | —                      |                        |                        |
| 2000-01      | HC Oceláři Třinec 20    | ČHL-20                 | 6                      | 1                      | 2                      | 3                      | 12                     | —                      | —                      | —                      | —                      | —                      |                        |                        |
| 2000-01      | HC Oceláři Třinec       | ČHL                    | 15                     | 1                      | 2                      | 3                      | 14                     | —                      | —                      | —                      | —                      | —                      |                        |                        |
| 2001-02      | MsHK Žilina             | SHL                    | 51                     | 2                      | 3                      | 5                      | 46                     | 4                      | 0                      | 0                      | 0                      | 4                      |                        |                        |
| 2002-03      | HC Femax Havířov        | ČHL                    | 19                     | 0                      | 1                      | 1                      | 38                     | —                      | —                      | —                      | —                      | —                      |                        |                        |
| 2002-03      | MsHK Žilina             | SHL                    | 28                     | 2                      | 3                      | 5                      | 86                     | 4                      | 1                      | 0                      | 1                      | 24                     |                        |                        |
| 2003-04      | HK Dynamo Moskva        | RSL                    | 31                     | 1                      | 0                      | 1                      | 18                     | 3                      | 0                      | 0                      | 0                      | 0                      |                        |                        |
| 2004-05      | HK Dynamo Moskva        | RSL                    | 1                      | 0                      | 0                      | 0                      | 2                      | —                      | —                      | —                      | —                      | —                      |                        |                        |
| 2004-05      | HC Energie Karlovy Vary | ČHL                    | 37                     | 1                      | 5                      | 6                      | 57                     | —                      | —                      | —                      | —                      | —                      |                        |                        |
| 2005-06      | HC České Budějovice     | ČHL                    | 45                     | 2                      | 7                      | 9                      | 90                     | 10                     | 4                      | 2                      | 6                      | 40                     |                        |                        |
| 2006-07      | Lowell Devils           | AHL                    | 54                     | 1                      | 23                     | 24                     | 36                     | —                      | —                      | —                      | —                      | —                      |                        |                        |
| 2007-08      | Mora IK                 | SEL                    | 53                     | 3                      | 5                      | 8                      | 64                     | —                      | —                      | —                      | —                      | —                      |                        |                        |
| 2008-09      | Bílí Tygři Liberec      | ČHL                    | 24                     | 1                      | 3                      | 4                      | 44                     | 1                      | 0                      | 0                      | 0                      | 0                      |                        |                        |
| 2008-09      | HC Benátky nad Jizerou  | 1.ČHL                  | 3                      | 0                      | 0                      | 0                      | 0                      | —                      | —                      | —                      | —                      | —                      |                        |                        |
| 2009-10      | Vynechal kvůli zranění  | Vynechal kvůli zranění | Vynechal kvůli zranění | Vynechal kvůli zranění | Vynechal kvůli zranění | Vynechal kvůli zranění | Vynechal kvůli zranění | Vynechal kvůli zranění | Vynechal kvůli zranění | Vynechal kvůli zranění | Vynechal kvůli zranění | Vynechal kvůli zranění | Vynechal kvůli zranění | Vynechal kvůli zranění |
| 2010-11      | Vynechal kvůli zranění  | Vynechal kvůli zranění | Vynechal kvůli zranění | Vynechal kvůli zranění | Vynechal kvůli zranění | Vynechal kvůli zranění | Vynechal kvůli zranění | Vynechal kvůli zranění | Vynechal kvůli zranění | Vynechal kvůli zranění | Vynechal kvůli zranění | Vynechal kvůli zranění | Vynechal kvůli zranění | Vynechal kvůli zranění |
| 2011-12      | MsHK DOXXbet Žilina     | SHL                    | 9                      | 1                      | 0                      | 1                      | 16                     | 5                      | 0                      | 1                      | 1                      | 2                      |                        |                        |
| 2012-13      | MsHK DOXXbet Žilina     | SHL                    | 29                     | 1                      | 10                     | 11                     | 36                     | —                      | —                      | —                      | —                      | —                      |                        |                        |
| 2012-13      | HC Mountfield           | ČHL                    | 12                     | 0                      | 3                      | 3                      | 10                     | 5                      | 0                      | 0                      | 0                      | 0                      |                        |                        |
| 2013-14      | Mountfield HK           | ČHL                    | 49                     | 1                      | 3                      | 4                      | 50                     | 6                      | 0                      | 1                      | 1                      | 20                     |                        |                        |
| 2014-15      | HC Energie Karlovy Vary | ČHL                    | 49                     | 3                      | 16                     | 19                     | 54                     | —                      | —                      | —                      | —                      | —                      |                        |                        |
| 2015-16      | HC Energie Karlovy Vary | ČHL                    | 17                     | 0                      | 0                      | 0                      | 24                     | —                      | —                      | —                      | —                      | —                      |                        |                        |
| 2015-16      | Piráti Chomutov         | ČHL                    | 23                     | 1                      | 3                      | 4                      | 12                     | 3                      | 0                      | 0                      | 0                      | 2                      |                        |                        |
| 2016-17      | HC Energie Karlovy Vary | ČHL                    | 48                     | 4                      | 8                      | 12                     | 40                     | —                      | —                      | —                      | —                      | —                      |                        |                        |
| 2017-18      | MsHK DOXXbet Žilina     | SHL                    | 28                     | 2                      | 3                      | 5                      | 14                     | —                      | —                      | —                      | —                      | —                      |                        |                        |
| Celkem v ČHL | Celkem v ČHL            | Celkem v ČHL           | 338                    | 14                     | 51                     | 65                     | 433                    | 25                     | 4                      | 3                      | 7                      | 62                     |                        |                        |
| Celkem v SHL | Celkem v SHL            | Celkem v SHL           | 145                    | 8                      | 19                     | 27                     | 198                    | 13                     | 2                      | 0                      | 2                      | 30                     |                        |                        |

## Reprezentace
| Rok    | Tým       | Soutěž | Z  | G | A | B | TM |
| ------ | --------- | ------ | -- | - | - | - | -- |
| 2006   | Slovensko | MS     | 7  | 0 | 0 | 0 | 4  |
| 2007   | Slovensko | MS     | 7  | 0 | 0 | 0 | 0  |
| Celkem | Celkem    | Celkem | 14 | 0 | 0 | 0 | 4  |